# سنگین‌وزن
سنگین‌وزن یک کلاس وزنی در ورزش‌های رزمی (مبارزه‌ای) از قبیل بوکس، کشتی، کشتی کچ، کیک بوکس و هنرهای رزمی ترکیبی است.

## حرفه ای
برای بوکسورهایی با وزن بیش از ۹۱ کیلوگرم از طرف سازمانهای بزرگ حرفه ای بوکس: فدراسیون بین‌المللی بوکس (International Boxing Federation)، اتحادیه جهانی بوکس (the World Boxing Association)، شورای جهانی بوکس (World Boxing Council) و سازمان جهانی بوکس (World Boxing Organization) در نظر گرفته تعیین شده‌ نیست.

## آماتور
در سال ۱۹۴۸ پایین‌ترین حد برای وزن سنگین ۸۱ کیلوگرم تعیین برقرار شد. در سال ۱۹۸۴ یک کلاس وزنی به نام «فوق سنگین وزن» ایجاد شد، و وزن حداکثر ۹۱ کیلوگرم برای دسته سنگین وزن.

## در کیک بوکس
- در کیک بوکس، یک سنگین وزن معمولاً بین ۸۸ تا ۱۰۰ کیلوگرم وزن دارد. ورزشکاران بالای ۱۰۰ کیلوگرم فوق سنگین وزن محسوب می‌شوند.
- طبق قوانین فدراسیون بین‌المللی کیک بوکس (IKF) رده سنگین وزن (حرفه ای و آماتور)، بین ۹۷٫۶ تا ۱۰۶٫۶ کیلوگرم است.
- در سری مسابقات تبلیغاتی (Glory)، رده وزن سنگین به بیش از ۹۵ کیلوگرم گفته می‌شود و محدودیت وزن بالاتر ندارد.

## در هنرهای رزمی ترکیبی
سنگین وزن در هنرهای رزمی ترکیبی (MMA) (به انگلیسی: Mixed Material Arts) به‌طور کلی‌های ورزشکاران بین ۹۳ تا ۱۲۰ کیلوگرم را شامل می‌شود.